# Helen Farnsworth Mears
Helen Farnsworth Mears, née le 21 décembre 1872 à Oshkosh et morte le 17 février 1916 à Greenwich Village, est une sculptrice américaine.